# Historiografia

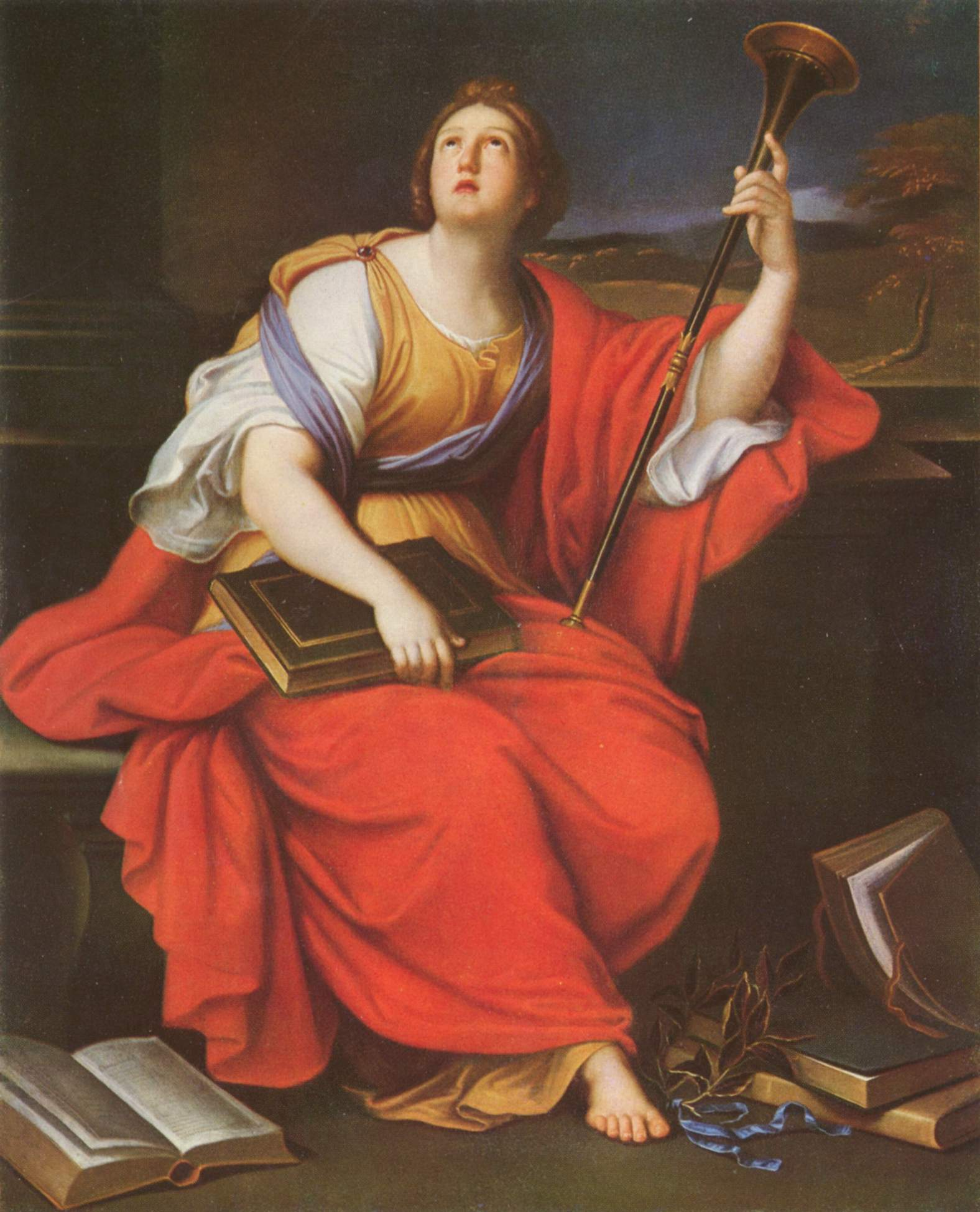
Pierre Mignard, Klio – muza historii

Historiografia (z gr. ἱστορία „badanie”/„informacja”/„opowiadanie” + γράφω „piszę”) synonim dziejopisarstwa – dział piśmiennictwa obejmujący gatunki historyczne. Historiografia to inaczej określenie całokształtu pracy historyka razem z jej rezultatem, czyli produkcją dziejopisarską.
Na historiografię składają się wszystkie rodzaje piśmiennictwa historycznego, będące wynikiem pracy historyka. Niemniej jednak praca historyka zależna jest od wielu czynników, takich jak uwarunkowania społeczne, filozofia, jego warsztat, stopień rozwoju nauki, uwarunkowania podejmowanych tematów, przyświecający cel, wyobrażenia mechanizmów przemian, baza źródłowa, stopień organizacji badań.
Historiografia obejmuje różne stopnie rozwoju myślenia historycznego. Są one prezentowane w dziełach historiograficznych (takich, gdzie została przedstawiona zobiektywizowana myśl historyczna).